# دينغ دونغ

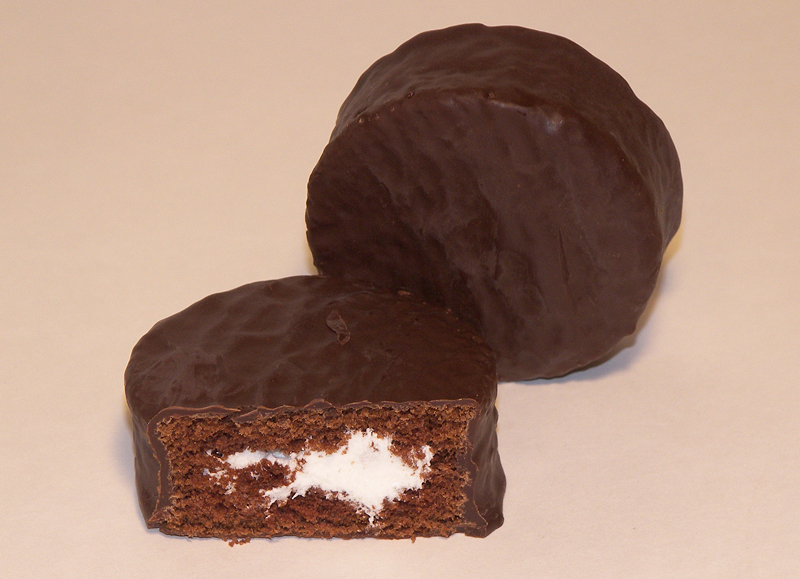
مضيفة دينغ دونغ

دينغ دونغ هي كعكة شوكولاتة تنتج وتوزع في الولايات المتحدة بواسطة شركة Hostess Brands وفي كندا بواسطة شركة Vachon Inc. تحت اسم King Dons ؛ وفي بعض الأسواق الأمريكية، كانت تُعرف سابقًا باسم Big Wheels. باستثناء فترة وجيزة في عام 2013، إنتج Ding Dong بشكل مستمر منذ عام 1967. إنه دائري الشكل، ذو سطح وقاع مسطحين، ويبلغ قطره ما يقرب من ثلاث بوصات وأطول قليلاً من البوصة، ومماثل في الشكل والحجم لقرص الهوكي. تحقن حشوة كريمية بيضاء في المركز وتغطي طبقة رقيقة من صلصة الشوكولاتة الكعكة. كانت تغلف دينغ دونغ في الأصل في مربع من ورق الألمنيوم الرقيق، مما يمكّن من حمله في وجبات الغداء دون إذابة طبقة الشوكولاتة.

## التاريخ والتسمية
يعتبر دينغ دونغ مشابهًا لكعكات أخرى محشوة بالكريمة مثل كعك جوس من أركيد فاشون. قدم لويس قبل عام 1934. بدأت شركة Hostess تسويق منتجها Ding Dong في عام 1967. إطلق الاسم تزامنًا مع حملة إعلانية تلفزيونية تظهر جرسًا يرن.
أغلقت شركة Hostess أبوابها في 16 نوفمبر 2012، وأوقفت كل الإنتاج. استحوذ على اسم وعلامات Hostess التجارية من قبل شركات الأسهم الخاصة Apollo Global Management و Metropoulos &amp; Co. ؛ في يونيو 2013، أعادت شركة Hostess Brands الجديدة فتح مصنع منتجات في كانساس وأعلنت أن إنتاج Ding Dong سيستأنف في 15 يوليو 2013. ثم استحوذت شركة JM Smucker على شركة Hostess في سبتمبر 2023.

## صراع رينغ دينغ–دينغ دونغ

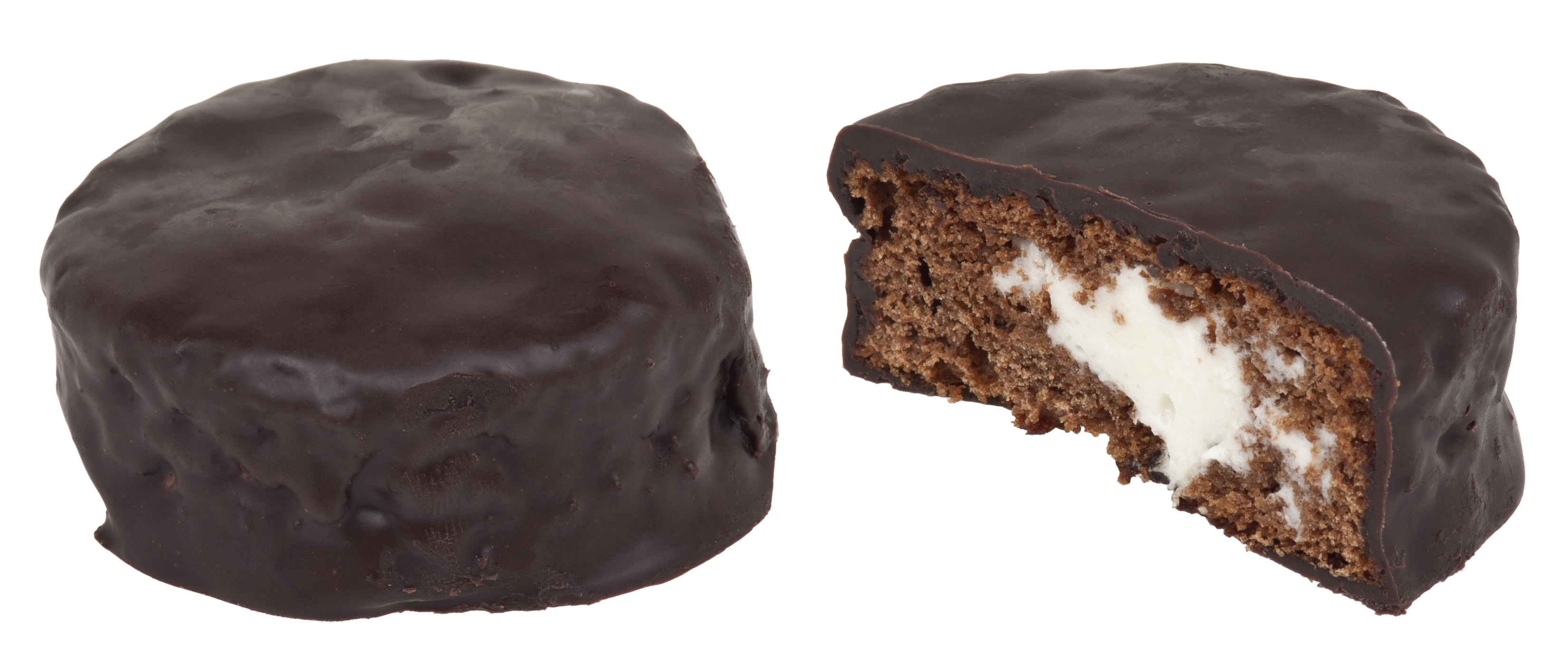
دريك رينغ دينغ

قامت الشركة بتسويق الوجبات الخفيفة على الساحل الشرقي باسم Big Wheels، لتجنب الخلط بينها وبين Ring Dings، وهي وجبة خفيفة مماثلة وموجودة مسبقًا من إنتاج Drake's Cakes. دمجت الأسماء في عام 1987، عندما أدى اندماج قصير الأمد بين Drake's والشركة الأم لـ Hostess (شركة Continental Baking Company آنذاك) إلى حل مشكلة رينغ دينغ - دينغ دونغ لفترة وجيزة. ومع ذلك، عندما انفصلت الشركة المندمجة، اضطرت شركة Hostess مرة أخرى إلى التوقف عن استخدام اسم Ding Dongs في المناطق التي كان Ring Dings متاحًا فيها. ظل الاسم المشابه لصوت King Dons قائماً حتى قامت شركة Interstate Bakeries Corporation، التي اندمجت مؤخراً مع الشركة الأم لـ Hostess، بشراء Drake's في عام 1998. بعد ذلك قاموا ببيع منتج Hostess تحت اسم Ding Dongs في جميع أنحاء الولايات المتحدة، على الرغم من أنه لا يزال يباع باسم King Dons في كندا.

## شخصيات كرتونية
للإعلان عن دينغ دونغ، أنشأت شركة Hostess شخصية الرسوم المتحركة King Ding Dong، وهو مجسم Ding Dong يرتدي تاجًا وصولجانًا. كان مشابهًا لشخصيات المضيفة الأخرى Captain Cupcake و Happy Ho Ho و Twinkie the Kid و Fruit Pie the Magician و Chipper Brownie. في الأماكن التي كانوا يسوقون فيها ل King Dons، كانت الشخصية، مثل المنتج، تُعرف باسم "King Don". في المناطق التي كانت تستخدم اسم Big Wheels ذات يوم، كانت الشخصية في السابق زعيمًا هنديًا يُدعى "Chief Big Wheel".

## روابط خارجية
- الصفحة على موقع Hostess (مؤرشفة)